# Charles Stuart Calverley
Charles Stuart Calverley (ur. 22 grudnia 1831, zm. 17 lutego 1884) – angielski poeta i humorysta. Calverley był też tłumaczem poezji antycznej. Przełożył wiele utworów lub fragmentów z dzieł Homera, Teokryta, Wergiliusza, Horacego. Tłumaczył również na łacinę. Teoretyzował też na temat tłumaczenia poezji starożytnej wzorcem metrycznym oryginału (artykuł: On Metrical Translation).
Jeden z epigramatów Calverleya znalazł się w internetowej antologii poezji angielskiej.